# Dzsedmaateszanh

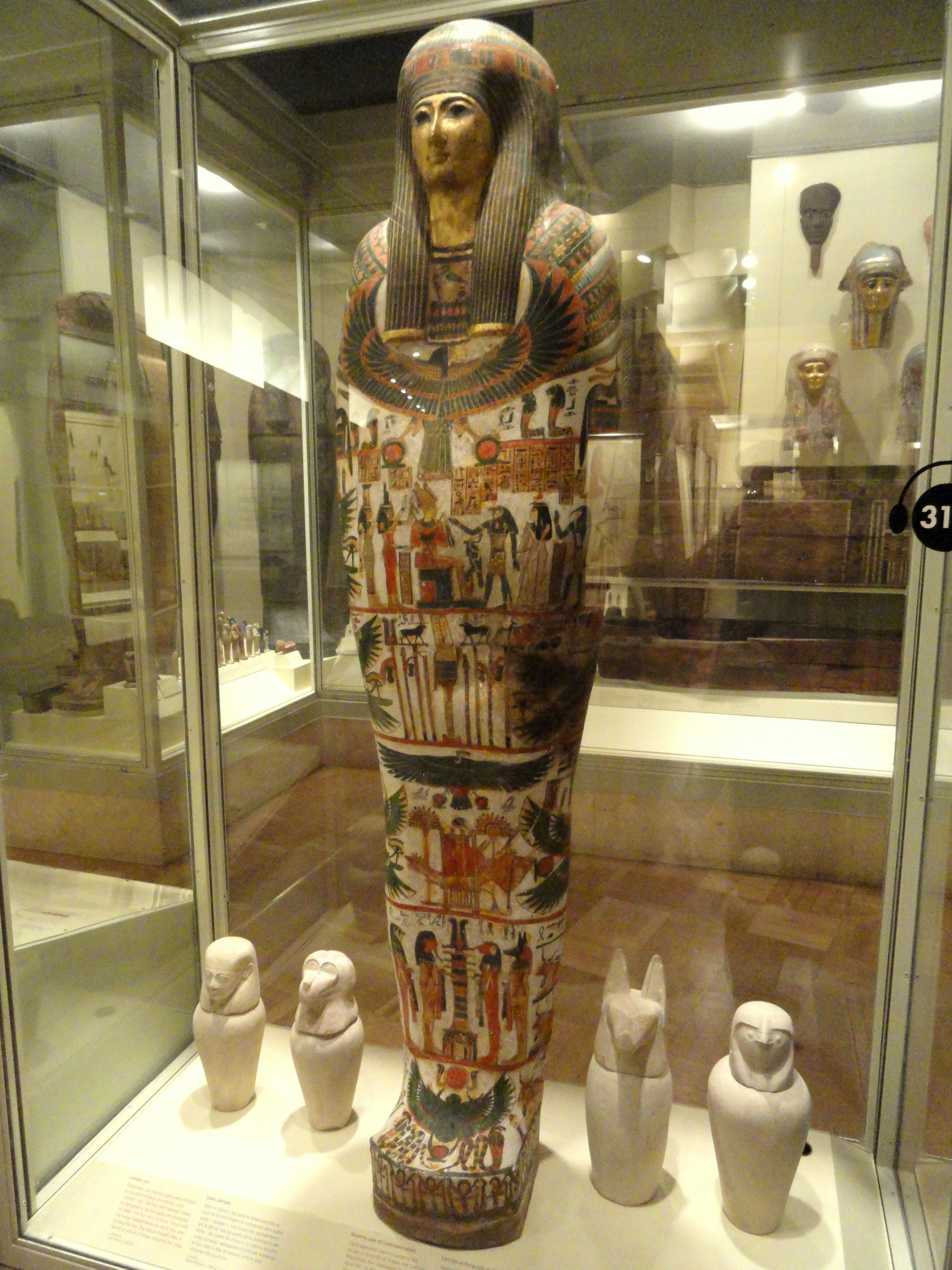
Dzsedmaateszanh koporsója

Dzsedmaateszanh (ḏd-m3ˁ.t=s-ˁnḫ, „Maat élteti őt”) középosztálybeli ókori egyiptomi nő volt Thébában (ma Luxor), az i. e. 9. század közepén, akinek múmiája és kartonázskoporsója ma torontói Royal Ontario Museumban található. Dzsedmaateszanhot körülbelül 2850 éve temették el a Nílus nyugati partján; koporsója az egyik legjobb állapotban fennmaradt példány ebből az időszakból. A koporsót dr. Charles Trick Currelly, a múzeum első igazgatója vitte Torontóba a 20. század elején; ma a Royal Ontario Múzeum egyiptomi gyűjteményének része.

## Élete
Dzsedmaateszanh zenész volt. A kartonázs felirata szerint férjét Paanhentefnek hívták; a név jelentése „az élet az övé”. 2009. november 7-én Gayle Gibson, a Royal Ontario Múzeum egyiptológusa és Stephanie Holowka, a torontói gyermekkórház technikusa bizonyítékokat mutattak be arra, hogy a Chicagói Művészeti Intézetben őrzött múmia, egy bizonyos Paanhemamon, Dzsedmaateszanh férje lehetett. Gibson kijelentette, hogy a két koporsó ikonográfiája igen hasonló, a Paanhentef név pedig elfogadható a Paanhenamon rövidítéseként. Holowka megjegyezte, hogy a vizsgálatok szerint a mumifikálási folyamatban is észrevehetőek hasonlóságok a két múmiánál.
Holowka a múmia vizsgálatánál azt is észrevette, hogy Dzsedmaateszanh szeméremcsontja olyan, mint egy gyermeket soha nem szült nőé. Dr. Peter Lewin, a torontói gyermekkórház gyermekorvosa, a paleopatológia kutatója, Holowka kutatócsoportjának vezetője megjegyezte, hogy Dzsedmaateszanh meddő lehetett, mert csontjai és fogazata alapján kora 30-35 évesre becsülhető, egy ennyi idős házas nőnek pedig abban az időben általában már több gyereke is volt.
Az 1978-ban és 1994-ben elvégzett CT-vizsgálatok alapján Dzsedmaateszanh halálát fogászati tályog okozhatta, amely vérmérgezéshez vezetett. A múmia bal felső állkapcsán duzzanat látható, koponyájának 3D-képén pedig látható egy nagyjából 2,5 cm átmérőjű tályog, amely a bal felső metszőfogból indult ki. Valószínű, hogy a tályog kifakadása előtt több hétig jelen volt, és a fertőzés átterjedt a bal felső állkapocscsontra, ami a vizsgálat szerint tele volt apró lyukakkal. A magas felbontású CT-vizsgálat az állkapocscsonton arra utaló nyomokat fedezett fel, hogy megpróbálták lecsapolni a tályogot.

## Fordítás
- Ez a szócikk részben vagy egészben  a   Djedmaatesankh című angol Wikipédia-szócikk ezen változatának fordításán alapul.  Az eredeti cikk szerkesztőit annak laptörténete sorolja fel. Ez a jelzés csupán a megfogalmazás eredetét és a szerzői jogokat jelzi, nem szolgál a cikkben szereplő információk forrásmegjelöléseként.

## Külső hivatkozások
- Royal Ontario Museum